# Wasyl Hrycak
Wasyl Serhijowycz Hrycak (ukr. Василь Сергійович Грицак; ur. 14 stycznia 1967 w Buszczy) – ukraiński funkcjonariusz organów bezpieczeństwa, Generał Armii Ukrainy, szef Służby Bezpieczeństwa Ukrainy i członek Rady Bezpieczeństwa Narodowego i Obrony Ukrainy (2015–2019).

## Życiorys
Urodzony 14 stycznia 1967 r. we wsi Buszcza rejonu dubenskiego obwodu roweńskiego. Absolwent szkoły śmigskiej w 1984 roku. W 1992 r. ukończył Łucki Państwowy Instytut Pedagogiczny imienia Lesi Ukrainki w specjalności „Historia”. W latach 1990–2004 pełnił funkcje operacyjne i kierownicze w zakresie obrony narodowej państwowości i walki z terroryzmem. Od 2005 do 2009 roku kierował na przemian Zarządem Służby Bezpieczeństwa Ukrainy w Obwodzie Kijowskim, Zarządem Służby Bezpieczeństwa Ukrainy w Kijowie oraz Zarządem Głównym Służby Bezpieczeństwa Ukrainy w Kijowie i Obwodzie Kijowskim. W latach 2009–2010 pełnił funkcję Zastępcy Szefa Służby Bezpieczeństwa Ukrainy, Pierwszego Zastępcy Szefa Służby Bezpieczeństwa Ukrainy, kierując w tym okresie Zarządem Głównym ds. Zwalczania Korupcji i Przestępczości Zorganizowanej Centralnego Zarządu Służby Bezpieczeństwa Ukrainy. Od 12 marca 2010 r. – do dyspozycji Szefa Służby Bezpieczeństwa Ukrainy. W lipcu 2014 r. dekretami Prezydenta Ukrainy generał pułkownik Hrycak został mianowany Pierwszym Zastępcą Szefa Służby Bezpieczeństwa Ukrainy i Szefem Centrum Antyterrorystycznego przy Służbie Bezpieczeństwa Ukrainy. Od lipca 2014 r. brał udział w operacjach antyterrorystycznych na wschodzie Ukrainy. 2 czerwca 2015 r. został mianowany Szefem Służby Bezpieczeństwa Ukrainy. Nominację poparło 340 deputowanych Rady Najwyższej. Dekretem Prezydenta Ukrainy nr 410/2015 został mianowany członkiem Rady Bezpieczeństwa Narodowego i Obrony Ukrainy. 25 marca 2016 r. otrzymał najwyższy stopień wojskowy generała armii Ukrainy.

## Odznaczenia
- Bohater Ukrainy[2]
- Order Księcia Jarosława Mądrego V klasy[3]
- Order „Za zasługi” I, II[4] i III klasy[5]